# Krušlov
Krušlov je malá vesnice, část městyse Čestice v okrese Strakonice v Jihočeském kraji. Nachází se asi čtyři kilometry jižně od Čestic. Je zde evidováno 38 adres. V roce 2011 zde trvale žilo 52 obyvatel.
Krušlov je také název katastrálního území o rozloze 2,71 km².

## Historie
První písemná zmínka o vesnici pochází z roku 1547.

## Obyvatelstvo
| Rok            | 1869 | 1880 | 1890 | 1900 | 1910 | 1921 | 1930 | 1950 | 1961 | 1970 | 1980 | 1991 | 2001 | 2011 | 2021 |
| -------------- | ---- | ---- | ---- | ---- | ---- | ---- | ---- | ---- | ---- | ---- | ---- | ---- | ---- | ---- | ---- |
| Počet obyvatel | 218  | 200  | 206  | 205  | 196  | 177  | 184  | 117  | 98   | 90   | 67   | 54   | 60   | 52   | 52   |
| Počet domů     | 37   | 39   | 39   | 38   | 35   | 34   | 35   | 36   | 36   | 25   | 25   | 31   | 35   | 38   | 38   |

## Obecní správa
Při sčítání lidu v letech 1850–1975 Krušlov byl osadou obce Nahořany, se kterým patřil nejprve do okresu Strakonice, ale v roce 1950 v okrese Vimperk a od roku 1960 opět v okrese Strakonice. Od 1. července 1975 je částí městyse Čestice v okrese Strakonice.

## Pamětihodnosti
- Kaplička na návsi
- Unikátní vyřezávaný včelín
- Přírodní památka Na vysokém, bývalá pastvina s početnou populací silně ohroženého rostlinného druhu hořečku českého

## Včelín
V obci se nachází unikátní, šedesát let starý včelín, který je dílem řezbáře a včelaře Josefa Macha. Jedná se o největší včelín v České republice.[zdroj⁠?!] Za účelem rekonstrukce a zpřístupnění včelína veřejnosti bylo založeno občanské sdružení Krušlovský včelín.

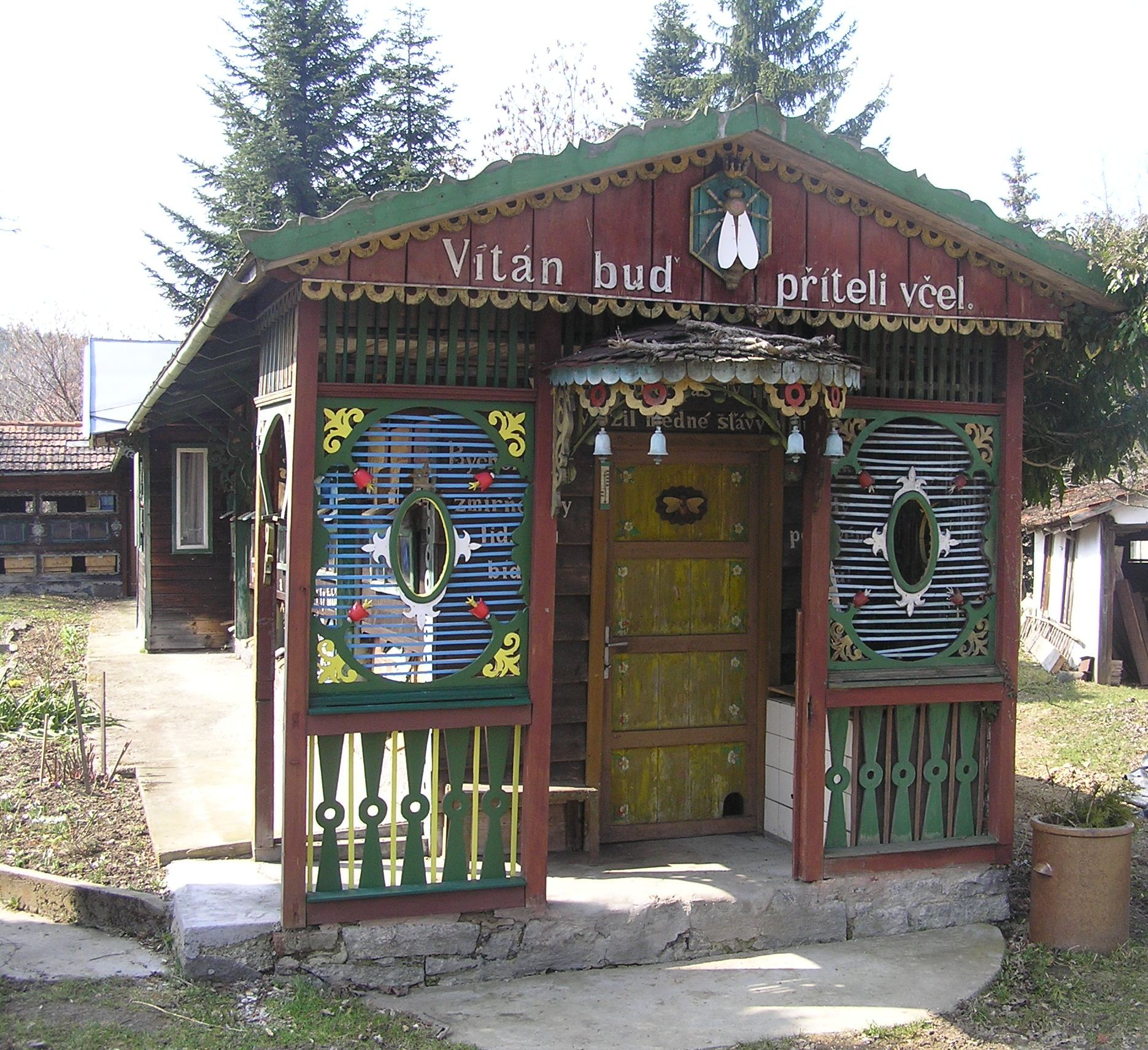
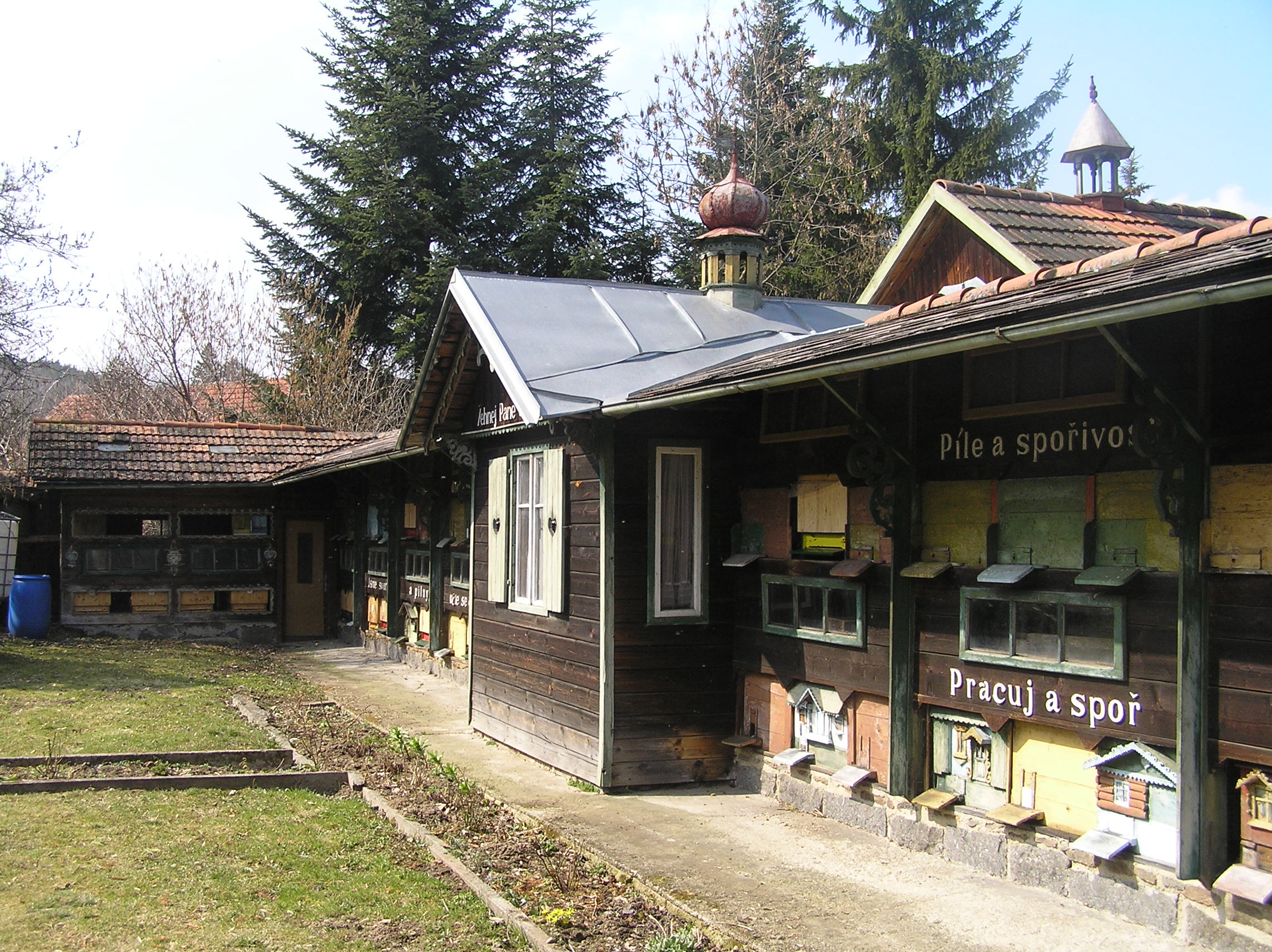
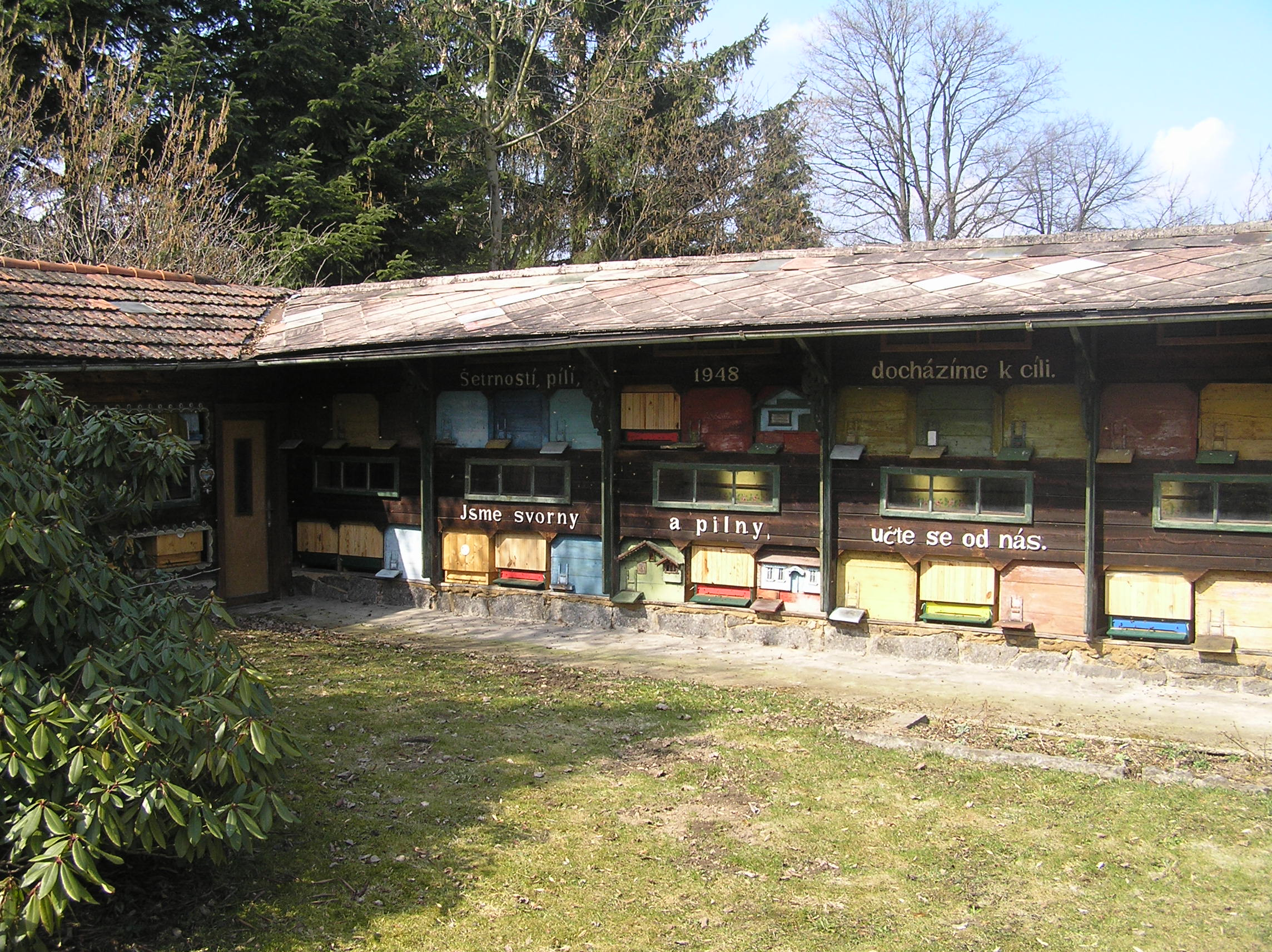
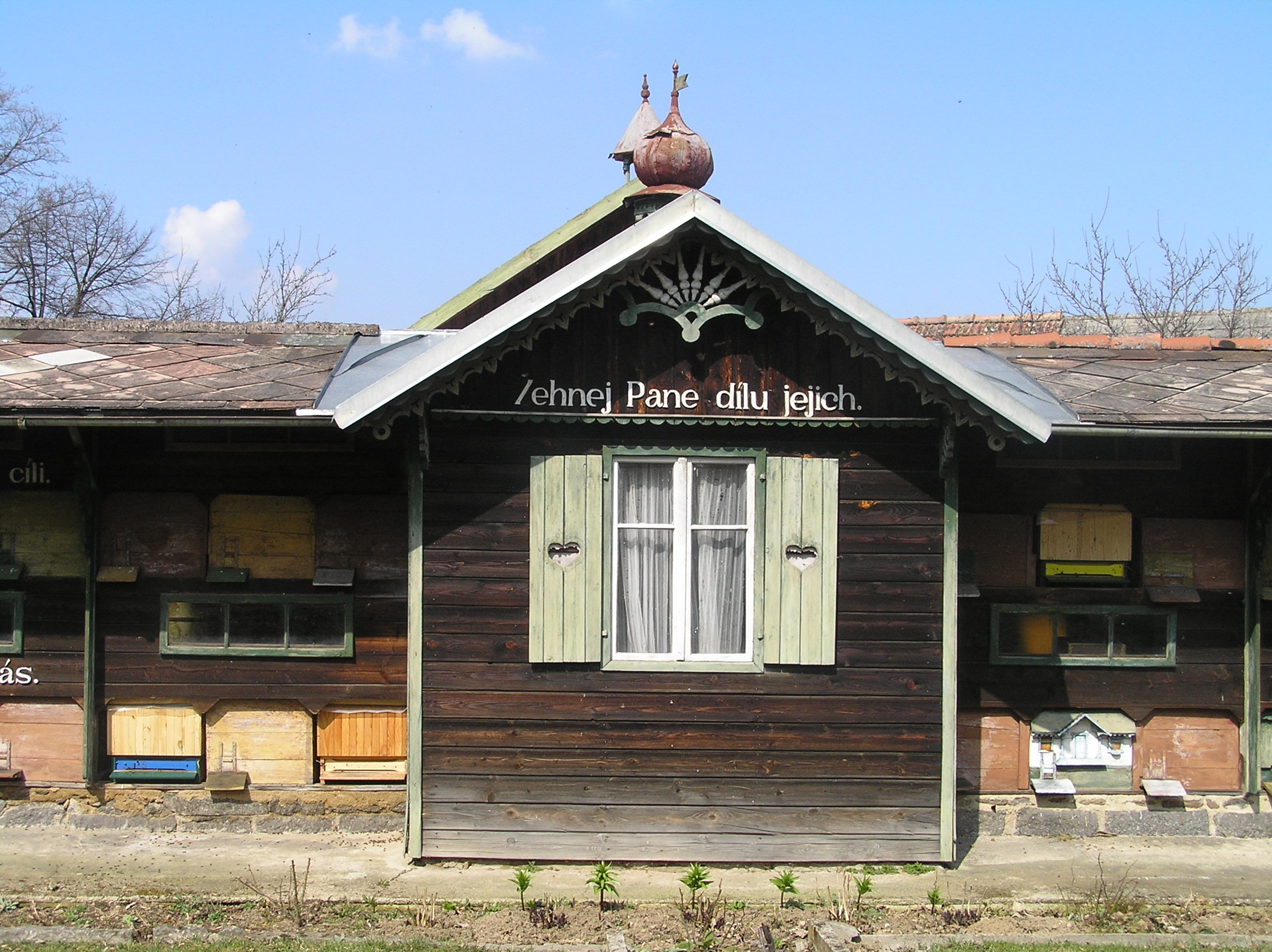